# 1819 en Lorraine
Chronologie de la Lorraine
- 1815
- 1816
- 1817
- 1818
- 1819
- 1820
- 1821
- 1822
- 1823

Cette page est une liste d'événements qui se sont produits durant l'année 1819 en Lorraine.

## Événements
- Une des premières caisses d'épargne de France ouvre à Metz[1]

## Naissances

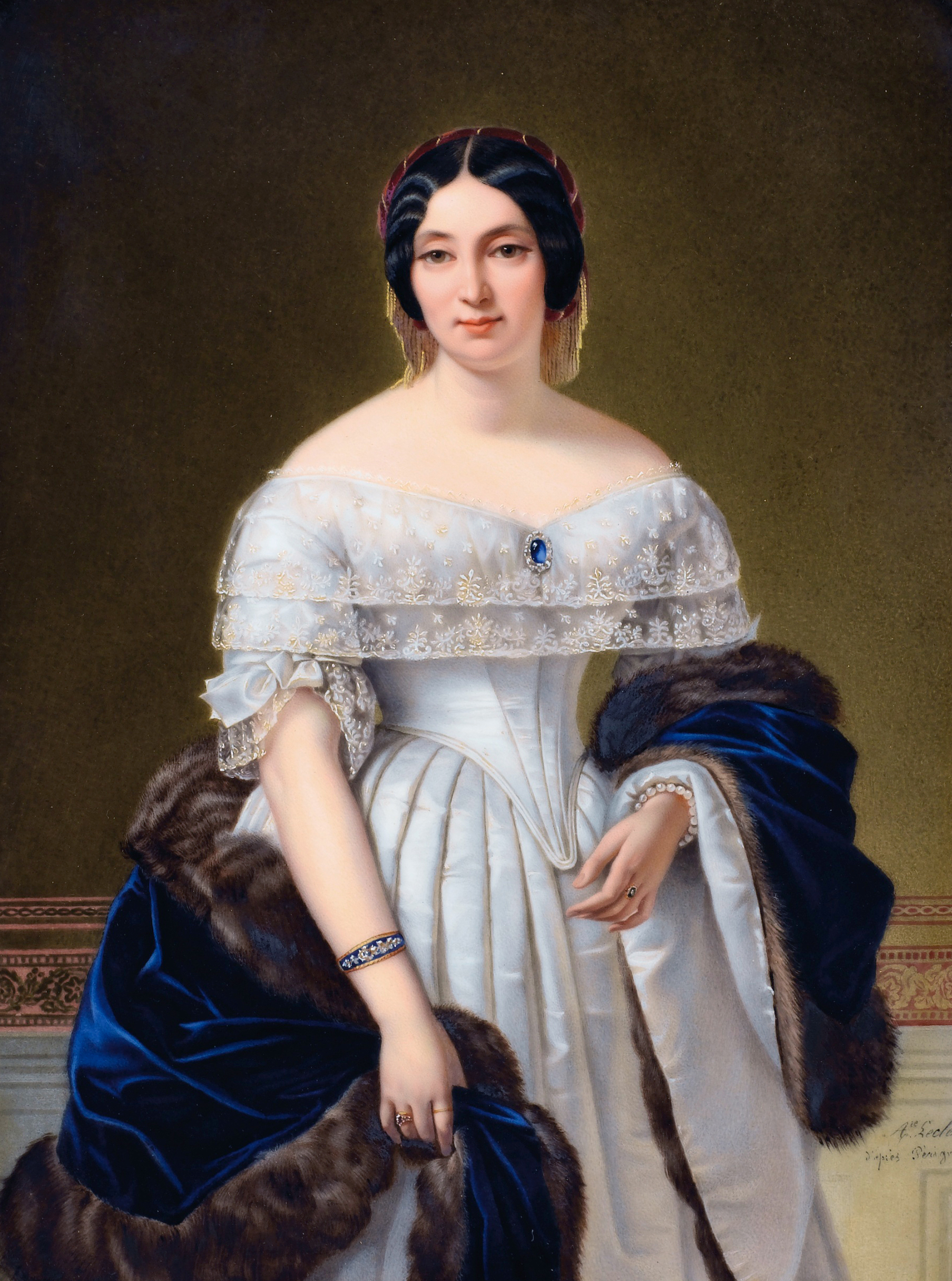
Mademoiselle Plessy.

Jean-Augustin Barral

- 31 janvier à Metz : Jean-Augustin Barral, mort à Fontenay-sous-Bois (Val-de-Marne) le 10 septembre 1884, chimiste, physicien et agronome français. On lui doit notamment la découverte de la nicotine (alors qu'il est employé à l'administration des tabacs).
- 18 février à Herserange : Théodore Valerio, mort à Vichy le 14 septembre 1879 (à 60 ans), peintre, graveur et lithographe français.
- 19 février à Sarrebourg : Louis Tisserand, homme politique français décédé le 4 mars 1883.
- 1er mars à Lixheim : Nicolas Michel Krick, mort le 1er septembre 1854, prêtre lorrain, devenu missionnaire des Missions étrangères de Paris en 1848. Il meurt assassiné avec Augustin Bourry alors qu'il tente de rejoindre le Tibet.
- 13 mars à Metz : Jacques Alexandre Duchet, mort le 23 mars 1905 à Montluçon,  industriel verrier français. Il a été maire de Montluçon (1860-1868).
- 29 mars à Phalsbourg : Kalmus Calmann Lévy, décédé le  18 juin 1891 à Paris, fondateur des éditions Calmann-Lévy, une des maisons d'édition généralistes françaises les plus anciennes.
- 9 mai à Metz : Marie Octavie Sturel Paigné (1819-1854), artiste peintre française du XIXe siècle. Elle appartient à l'École de Metz.
- 17 juin  à Bouzonville : Georges Wenner, mort le 28 janvier 1885,  facteur d'orgues français, actif durant la seconde moitié du XIXe siècle. Installé à Bordeaux, il a travaillé en Aquitaine et dans tout l'ouest de la France.
- 7 août à Marly : Albert de La Fizelière, mort le 11 février 1878 à Paris, critique d'art, historien, bibliographe et biographe français.
- 7 septembre à Metz : Jeanne Arnould-Plessy dite Mademoiselle Plessy (décédée en 1897) était une actrice française du XIXe siècle de grande renommée.
- 20 août à Saint-Avold : Anselme Grinevald, dit « Augustus Grinevald » , décédé à Saint-Avold le 16 septembre 1875[2],[3],  peintre lorrain, célèbre pour ses vues de Columbia et Charleston (Caroline du Sud) et pour ses tableaux militaires de la Guerre de Sécession.
- 9 octobre  à Metz : Benjamin Lipman, mort le 7 juin 1886 à Lille)[4], rabbin français du XIXe siècle, rabbin de Phalsbourg, grand-rabbin de Metz, puis grand-rabbin de Lille.
- 9 novembre à Nancy : Georges Proper Clère, dit Georges Clère, mort en 1901, est un sculpteur français.
- 19 novembre à Forges-sur-Meuse : Joseph Gueusquin[5], mort le 19 juillet 1889 (à 69 ans) au Plessis-Piquet (Seine), aujourd'hui Le Plessis-Robinson (Hauts-de-Seine)[6], restaurateur et entrepreneur français du XIXe siècle. La commune du Plessis-Robinson doit son nom à son restaurant Au Grand Robinson, ainsi que le gentilé de ses habitants (les Robinsonnais)[7].
- 6 décembre à Épinal : Victor-Nicolas Bouton[8], pamphlétaire, écrivain paléographe et poète français, mort le 12 août 1901 dans le 9e arrondissement de Paris[9]. Il est un témoin important des milieux révolutionnaires sous la monarchie de Juillet[10].

## Décès
- 2 février à Nancy : François Coliny, né le 22 mai 1748 à Metz (actuel département de la Moselle), général français de la Révolution et de l’Empire.
- 4 mars à Verdun : Claude Louis de Chartongne, né à Aubreville (Meuse) le 4 janvier 1742, général de brigade de la Révolution française.
- 19 juillet : Louis Joseph Schmits, homme politique français né le 8 septembre 1758 à Château-Salins.
- 27 septembre à Neufchâteau : Jean Nicolas Alexandre Panichot, homme politique français né en 1766 à Ruppes (Vosges.
- 5 décembre à Metz : Joseph Emmanuel Laurrans du Carrel de Charly[11], né le 4 juin 1738 à Thionville (Luxembourg français), général de brigade de la Révolution française.
- 30 décembre à Belleville-sur-Meuse : Antoine-Hubert Wandelaincourt [12].(né à Rupt-en-Woëvre le 23 avril 1731), ecclésiastique français qui fut évêque constitutionnel du diocèse de la Haute-Marne de 1791 à 1801, membre de la Convention nationale (1792-1795) et du Conseil des Cinq-Cents (1795-1798).